# Anne Enger
Anna Enger, poprzednio Enger Lahnstein (ur. 9 grudnia 1949 w Trøgstad) – norweska polityk, w latach 1991–1999 przewodnicząca Partii Centrum, parlamentarzystka i minister.

## Życiorys
W 1968 zdała egzamin artium. Później kształciła się w zakresie pielęgniarstwa i socjologii. Pracowała m.in. jako nauczycielska pielęgniarstwa. W latach 1978–1979 koordynowała krajową kampanię przeciwko dopuszczalności aborcji na żądanie.
Zaangażowała się w działalność polityczną w ramach Partii Centrum. W 1980 została sekretarzem jej frakcji poselskiej. Od 1983 była jej wiceprzewodniczącą, następnie w latach 1991–1999 stała na czele swojego ugrupowania. W 1985, 1989, 1993 i 1997 uzyskiwała mandat posłanki do Stortingu. W 1994 prowadziła aktywną kampanię na rzecz głosowania na „nie” w referendum w sprawie przystąpienia Norwegii do Unii Europejskiej.
Od października 1997 do października 1999 sprawowała urząd ministra kultury, była jednocześnie w tych latach wicepremierem. Od marca do sierpnia 1999 czasowo kierowała resortem energii i paliw. Od 31 sierpnia do 24 września 1998 kierowała pracami rządu w zastępstwie przebywającego na zwolnieniu lekarskim premiera Kjella Magne Bondevika.
W latach 2001–2003 była sekretarzem generalnym Redningsselskapet, norweskiego towarzystwa ratownictwa morskiego. Od 2004 do 2015 zajmowała stanowisko gubernatora okręgu Østfold.